# Campeonato Europeu de Andebol Masculino de 1996
O Campeonato Europeu de HandebolPB/AndebolPE Masculino de 1996 foi a 2ª edição do principal campeonato de handebol das seleções da Europa. O torneio realizou-se na Espanha, nas cidades de  Ciudad Real e Sevilha. Rússia ganhou o torneio com a Espanha segundo e Iugoslávia terceira.